# 306-я штурмовая авиационная дивизия
306-я штурмовая авиационная Нижнеднепровская Краснознамённая ордена Суворова дивизия (306-я шад) — соединение Военно-Воздушных сил (ВВС) Вооружённых Сил РККА штурмовой авиации, принимавшее участие в боевых действиях Великой Отечественной войны.

## Наименования дивизии

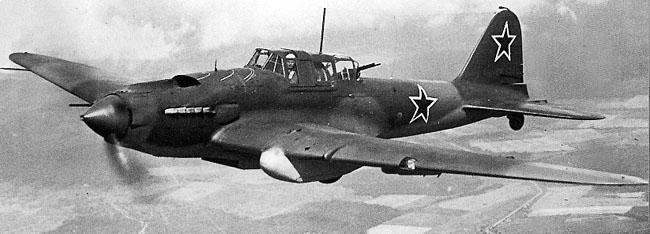
Ил-2

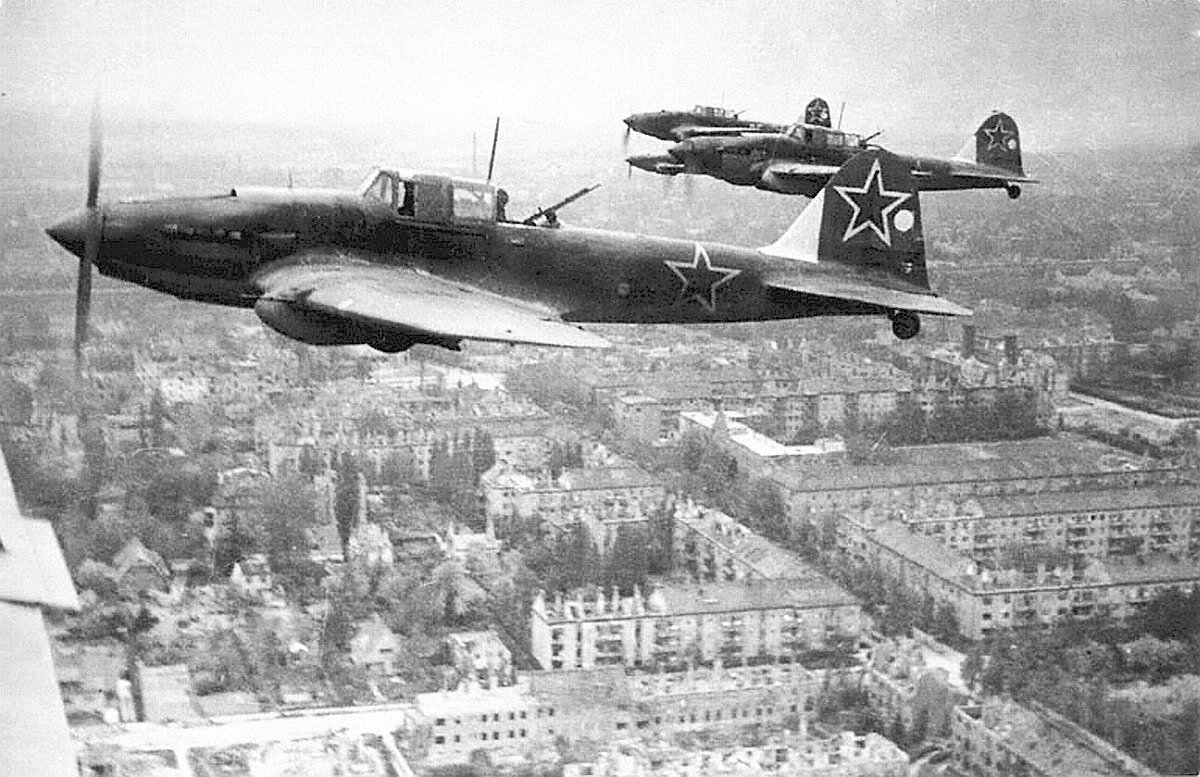
Звено Ил-2 м над Берлином в 1945 году

- 306-я штурмовая авиационная дивизия;
- 306-я штурмовая авиационная Нижнеднепровская дивизия;
- 306-я штурмовая авиационная Нижнеднепровская Краснознамённая дивизия;
- 306-я штурмовая авиационная Нижнеднепровская Краснознамённая ордена Суворова дивизия;
- Полевая почта 53864.

## История и боевой путь дивизии
306-я штурмовая авиационная дивизия сформирована решением ГКО СССР 19 марта 1943 года в составе 9-го смешанного авиакорпуса.
Принимая участие в Белгородско-Харьковской и Донбасской наступательных операциях полки дивизии за период с 5 июля по 1 сентября 1943 года выполнили 987 боевых вылетов.
За время Венской операции части дивизии выполнили 1259 боевых вылетов с налётом 1382 часа. В результате боевых действий уничтожено: танков - 31; бронетранспортеров - 9; автомобилей - 520; автоцистерн - 15; паровозов - 1; вагонов - 59; орудий полевой артиллерии - 11; орудий зенитной артиллерии - 12; повозок - 180; уничтожено и рассеяно до 2100 солдат и офицеров противника.
306-я штурмовая авиационная Нижнеднепровская Краснознамённая ордена Суворова  дивизия 19 марта 1946 года была расформирована в составе 10-го штурмового авиационного корпуса 17-й воздушной армии Южной группы войск на аэродроме Тимишоара (Румыния).

## В действующей армии
В составе действующей армии:
- с 23 марта 1943 года по 1 мая 1943 года,
- с 24 мая 1943 года по 9 мая 1945 года.

## Командир дивизии
- Полковник Миклашевский Александр Иванович[2], период нахождения в должности: с марта 1943 года по ноябрь 1943 года.
- Полковник Исупов Александр Филиппович[2], период нахождения в должности: с ноября 1943 года по 24 марта 1944 года.
- Полковник Иванов Александр Викторович[2], период нахождения в должности: с 24 марта 1944 года до июня 1946 года.

## В составе объединений
| Дата          | Фронт (округ)        | Армия                | Корпус                            | Примечания |
| ------------- | -------------------- | -------------------- | --------------------------------- | ---------- |
| 01.03.1943 г. | Резерв ВГК           | -                    | -                                 | -          |
| 19.03.1943 г. | Резерв ВГК           | -                    | 9-й смешанный авиационный корпус  | -          |
| 23.03.1943 г. | Юго-Западный фронт   | 17-я воздушная армия | 9-й смешанный авиационный корпус  | -          |
| 01.05.1943 г. | Резерв ВГК           | -                    | 9-й смешанный авиационный корпус  | -          |
| 24.05.1943 г. | Юго-Западный фронт   | 17-я воздушная армия | 9-й смешанный авиационный корпус  | -          |
| 20.10.1943 г. | 3-й Украинский фронт | 17-я воздушная армия | 9-й смешанный авиационный корпус  | -          |
| 29.09.1944 г. | 3-й Украинский фронт | 17-я воздушная армия | 10-й штурмовой авиационный корпус | -          |
| 09.05.1945 г. | 3-й Украинский фронт | 17-я воздушная армия | 10-й штурмовой авиационный корпус | -          |
| 10.06.1945 г. | Южная группа войск   | 17-я воздушная армия | 10-й штурмовой авиационный корпус | -          |
| 19.03.1946 г. | Южная группа войск   | 17-я воздушная армия | 10-й штурмовой авиационный корпус | -          |

## Части и отдельные подразделения дивизии
За весь период своего существования боевой состав дивизии не претерпевал изменения:
| Период                  | Наименование                     | Вооружение  |
| ----------------------- | -------------------------------- | ----------- |
| 01.03.1943 — 19.03.1946 | 672-й штурмовой авиационный полк | Ил-2        |
| 01.03.1943 — 19.03.1946 | 951-й штурмовой авиационный полк | Ил-2        |
| 01.03.1943 — 19.03.1946 | 995-й штурмовой авиационный полк | Ил-2, Ил-10 |

## Участие в операциях и битвах

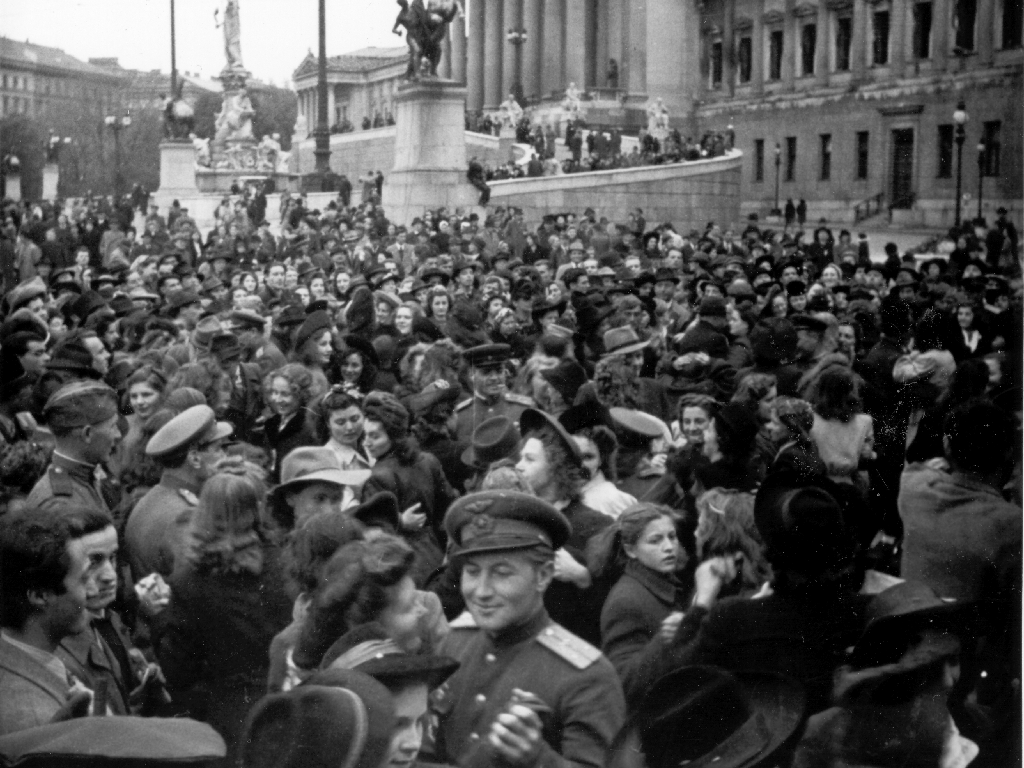
В освобождённой Вене

- Курская стратегическая оборонительная операция — с 5 июля 1943 года по 12 июля 1943 года.
- Белгородско-Харьковская операция — с 3 августа 1943 года по 23 августа 1943 года.
- Донбасская операция — с 13 августа 1943 года по 22 сентября 1943 года.
- Запорожская операция — с 10 октября 1943 года по 14 октября 1943 года.
- Днепропетровская операция — с 23 октября 1943 года по 5 ноября 1943 года.
- Никопольско-Криворожская наступательная операция — с 30 января 1944 года по 29 февраля 1944 года.
- Березнеговато-Снигирёвская наступательная операция — с 6 марта 1944 года по 18 марта 1944 года.
- Одесская наступательная операция — с 26 марта 1944 года по 14 апреля 1944 года.
- Ясско-Кишинёвская операция — с 20 августа 1944 года по 29 августа 1944 года.
- Белградская операция — с 28 сентября 1944 года по 20 октября 1944 года.
- Будапештская операция — с 29 октября 1944 года по 13 февраля 1945 года
- Апатин-Капошварская наступательная операция — с 7 ноября 1944 года по 10 декабря 1944 года
- Ондавская наступательная операция — с 20 ноября 1944 года по 15 декабря 1944 года
- Венская операция — с 16 марта 1945 года по 15 апреля 1945 года:
  - Веспремская наступательная операция — с 16 марта 1945 года по 25 марта 1945 года
  - Шопрон-Баденская наступательная операция — с 26 марта 1945 года по 6 апреля 1945 года
  - Надьканиже-Кёрмендская наступательная операция — с 16 марта 1945 года по 15 апреля 1945 года
  - Штурм Вены — с 26 марта 1945 года по 4 апреля 1945 года
- Балатонская оборонительная операция — с 6 марта 1945 года по 15 марта 1945 года
- Грацско-Амштеттенская наступательная операция — с 25 апреля 1945 года по 5 мая 1945 года

## Почётные наименования
- 306-й Краснознамённой штурмовой авиационной дивизии присвоено почётное наименование «Нижнеднепровская»[5]
- 672-му штурмовому авиационному полку присвоено почётное наименование «Галацкий»[6]
- 951-му штурмовому авиационному полку присвоено почётное наименование «Нижнеднестровский»[7]
- 955-му штурмовому авиационному полку присвоено почётное наименование «Измаильский»[6]

## Награды

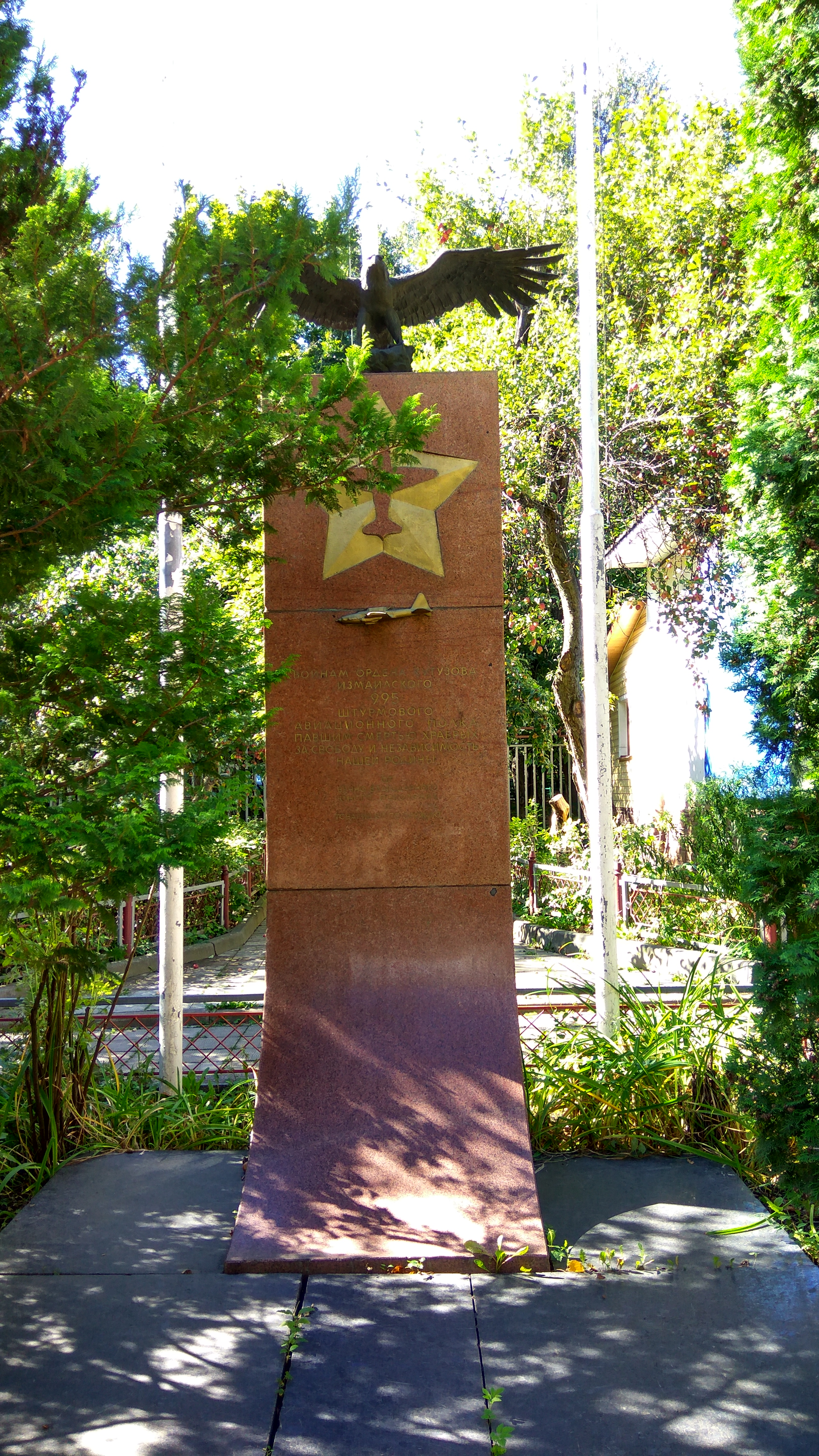
Памятник советским лётчикам, сражавшимся в Великой Отечественной войне в составе 995-го штурмового полка 306-й штурмовой дивизии. Двор школы № 1205, Москва, Россия. «Воинам ордена Кутузова Измайловского 995-го штурмового полка, павшим смертью храбрых за свободу и независимость нашей Родины»

- 306-я штурмовая авиационная дивизия Указом Президиума Верховного Совета СССР от 14 октября 1943 года награждена орденом «Боевого Красного Знамени».
- 306-я штурмовая авиационная Нижнеднепровская Краснознамённая дивизия Указом Президиума Верховного Совета СССР награждена орденом «Суворова II степени»
- 672-й штурмовой авиационный Галацкий полк Указом Президиума Верховного Совета СССР награждён орденом «Суворова III степени».
- 672-й штурмовой авиационный Галацкий полк Указом Президиума Верховного Совета СССР награждён орденом «Кутузова III степени».
- 951-й штурмовой авиационный Нижнеднестровский полк Указом Президиума Верховного Совета СССР награждён орденом «Боевого Красного Знамени».
- 951-й штурмовой авиационный Нижнеднестровский Краснознамённый полк Указом Президиума Верховного Совета СССР награждён орденом «Кутузова III степени».
- 995-й Измаильский штурмовой авиационный полк Указом Президиума Верховного Совета СССР награждён орденом «Кутузова III степени».

## Благодарности Верховного Главнокомандующего
Воинам дивизии объявлены благодарности Верховного Главнокомандующего:
- За прорыв обороны противника южнее Бендер[8].
- За овладение городом Галац[9].
- За овладение городом Браилов[10].
- За освобождение города Белград[11]
- За форсирование реки Дунай[12]
- За овладение городами Секешфехервар и Бичке[13].
- За овладение городом Будапешт[14]
- за овладение городами Секешфехервар и Веспрем[15]
- за овладение городами Папа и Девечер[16]
- за овладение городами Чорно и Шарвар[17]
- за овладение городами Сомбатель, Капувар и Кесег[18]
- за овладение городом Вена[19]

Верховным Главнокомандующим дивизии в составе корпуса объявлены благодарности:
- за овладение городом Шопрон[20]
- за овладение городами Вашвар и Керменд[21]
- за овладение городом Шопрон[22]
- за овладение городом Винер-Нойштадтом[23]
- за овладение городом Санкт-Пельтен[24]
- За овладение городам городом Брно[25]

## Отличившиеся воины дивизии
| - Амосов Александр Иванович, лейтенант, заместитель командира эскадрильи 672-го штурмового авиационного полка 306-й штурмовой авиационной дивизии 9-го смешанного авиационного корпуса 17-й воздушной армии Указом Президиума Верховного Совета СССР 2 августа 1944 года удостоен звания Герой Советского Союза. Посмертно. - Говорунов Николай Михайлович, лейтенант, старший лётчик 995-го штурмового авиационного полка 306-й штурмовой авиационной дивизии 10-го штурмового авиационного корпуса 17-й воздушной армии Указом Президиума Верховного Совета СССР 29 июня 1945 года удостоен звания Герой Советского Союза. Золотая Звезда не вручена в связи с гибелью - Головко, Павел Федотович, старший лейтенант, заместитель командира эскадрильи 951-го штурмового авиационного полка 306-й штурмовой авиационной дивизии 10-го штурмового авиационного корпуса 17-й воздушной армии Указом Президиума Верховного Совета СССР 29 июня 1945 года удостоен звания Герой Советского Союза. Золотая Звезда № 6909 - Грошев Анатолий Иванович, лейтенант, командир звена 995-го штурмового авиационного полка 306-й штурмовой авиационной дивизии 10-го штурмового авиационного корпуса 17-й воздушной армии Указом Президиума Верховного Совета СССР 29 июня 1945 года удостоен звания Герой Советского Союза. Золотая Звезда № 6908 - Дьяконов Никита Николаевич, лейтенант, заместитель командира эскадрильи 672-го штурмового авиационного полка 306-й штурмовой авиационной дивизии 9-го смешанного авиационного корпуса 17-й воздушной армии Указом Президиума Верховного Совета СССР удостоен звания Герой Советского Союза. Золотая Звезда № 3506. - Елдышев Анатолий Петрович, капитан, командир эскадрильи 995-го штурмового авиационного полка 306-й штурмовой авиационной дивизии 10-го штурмового авиационного корпуса 17-й воздушной армии Указом Президиума Верховного Совета СССР 18 августа 1945 года удостоен звания Герой Советского Союза. Золотая Звезда № 8578 - Ерашов Иван Михайлович, майор, командир 672-го штурмового авиационного полка 306-й штурмовой авиационной дивизии 9-го смешанного авиационного корпуса 17-й воздушной армии Указом Президиума Верховного Совета СССР 4 февраля 1944 года удостоен звания Герой Советского Союза. Золотая Звезда № 6899. - Захаров Виктор Николаевич, лейтенант, командир эскадрильи 995-го штурмового авиационного полка 305-й штурмовой авиационной дивизии 9-го смешанного авиационного корпуса 17-й воздушной армии Указом Президиума Верховного Совета СССР 1 июля 1944 года удостоен звания Герой Советского Союза. Посмертно. - Зубко Пётр Наумович, капитан, командир эскадрильи 951-го штурмового авиационного полка 306-й штурмовой авиационной дивизии 9-го смешанного авиационного корпуса 17-й воздушной армии Указом Президиума Верховного Совета СССР 2 августа 1944 года удостоен звания Герой Советского Союза. Золотая Звезда не вручена в связи с гибелью. - Кобелев, Александр Иванович, капитан, командир эскадрильи 951-го штурмового авиационного полка 306-й штурмовой авиационной дивизии 17-й воздушной армии Указом Президиума Верховного Совета СССР 2 августа 1944 года удостоен звания Герой Советского Союза. Золотая Звезда № 3470. - Конюхов, Сергей Семёнович, лейтенант, командир звена 995-го штурмового авиационного полка 306-й штурмовой авиационной дивизии 17-й воздушной армии Указом Президиума Верховного Совета СССР 29 июня 1945 года удостоен звания Герой Советского Союза. Золотая Звезда № 5445. - Логвиненко Алексей Павлович, младший лейтенант, старший лётчик 951-го штурмового авиационного полка 306-й штурмовой авиационной дивизии 10-го штурмового авиационного корпуса 17-й воздушной армии Указом Президиума Верховного Совета СССР 18 августа 1945 года удостоен звания Герой Советского Союза. Золотая Звезда № 6890. - Михайлов Василий Михайлович, капитан, командир эскадрильи 672-го штурмового авиационного полка 306-й штурмовой авиационной дивизии 9-го смешанного авиационного корпуса 17-й воздушной армии Указом Президиума Верховного Совета СССР 4 февраля 1944 года удостоен звания Герой Советского Союза. Золотая Звезда № 3514. - Непочелович Иван Борисович, младший лейтенант, старший лётчик 955-го штурмового авиационного полка 306-й штурмовой авиационной дивизии 9-го смешанного авиационного корпуса 17-й воздушной армии Указом Президиума Верховного Совета СССР 29 июня 1945 года удостоен звания Герой Советского Союза. Золотая Звезда № 4991. - Платонов Николай Евгеньевич, старший лейтенант, заместитель командира эскадрильи 672-го штурмового авиационного полка 306-й штурмовой авиационной дивизии 9-го смешанного авиационного корпуса 17-й воздушной армии Указом Президиума Верховного Совета СССР 2 августа 1944 года удостоен звания Герой Советского Союза. Золотая Звезда № 3469. - Прибылов, Николай Анисимович, старший лейтенант, командир звена 672-го штурмового авиационного полка 306-й штурмовой авиационной дивизии 17-й воздушной армии 3-го Украинского фронта Указом Президиума Верховного Совета СССР 29 июня 1945 года удостоен звания Герой Советского Союза. Золотая Звезда № 8589. - Примакин Иван Васильевич, лейтенант, командир звена 951-го штурмового авиационного полка 306-й штурмовой авиационной дивизии 17-й воздушной армии 3-го Украинского фронта Указом Президиума Верховного Совета СССР 29 июня 1945 года удостоен звания Герой Советского Союза. Золотая Звезда № 6914. - Рыбак Михаил Иванович, лейтенант, лётчик 951-го штурмового авиационного полка 306-й штурмовой авиационной дивизии 10-го штурмового авиационного корпуса 17-й воздушной армии Указом Президиума Верховного Совета СССР 29 июня 1945 года удостоен звания Герой Советского Союза. Золотая Звезда № 4892 - Серёдкин Евгений Александрович, старший лейтенант, заместитель командира эскадрильи 672-го штурмового авиационного полка 306-й штурмовой авиационной дивизии 9-го смешанного авиационного корпуса 17-й воздушной армии Указом Президиума Верховного Совета СССР 1 июля 1944 года удостоен звания Герой Советского Союза. Золотая Звезда № 3471. - Серёгин Владимир Сергеевич, лейтенант, старший лётчик 672-го штурмового авиационного полка 306-й штурмовой авиационной дивизии 10-го штурмового авиационного корпуса 17-й воздушной армии Указом Президиума Верховного Совета СССР 29 июня 1945 года удостоен звания Герой Советского Союза. Золотая Звезда № 4990 - Солдатов Иван Алексеевич, старший лейтенант, заместитель командира эскадрильи 672-го штурмового авиационного полка 306-й штурмовой авиационной дивизии 10-го штурмового авиационного корпуса 17-й воздушной армии Указом Президиума Верховного Совета СССР 29 июня 1945 года удостоен звания Герой Советского Союза. Посмертно - Филонов Иван Филиппович, старший лейтенант, заместитель командира эскадрильи 672-го штурмового авиационного полка 306-й штурмовой авиационной дивизии 9-го смешанного авиационного корпуса 17-й воздушной армии Указом Президиума Верховного Совета СССР 1 июля 1944 года удостоен звания Герой Советского Союза. Золотая Звезда № 3465. - Черкашин Григорий Григорьевич, лейтенант, командир звена 672-го штурмового авиационного полка 306-й штурмовой авиационной дивизии 10-го штурмового авиационного корпуса 17-й воздушной армии Указом Президиума Верховного Совета СССР 29 июня 1945 года удостоен звания Герой Советского Союза. Золотая Звезда № 4989 - Чухарев Александр Иванович, капитан, командир эскадрильи 995-го штурмового авиационного полка 306-й штурмовой авиационной дивизии 10-го штурмового авиационного корпуса 17-й воздушной армии Указом Президиума Верховного Совета СССР 29 июня 1945 года удостоен звания Герой Советского Союза. Золотая Звезда № 4988 |

## Базирование
| Период            | Место базирования       |
| ----------------- | ----------------------- |
| 05.1945 — 07.1945 | Винер-Нойштадт, Австрия |
| 07.1945 — 03.1946 | Тимишоара (Румыния)     |